# Östliches Rhönvorland
Mit Östliches Rhönvorland wird die südöstliche Fortsetzung des Südens der Vorderrhön zum Muschelkalk der Werra-Gäuplatten im Südwesten Thüringens (Landkreis Schmalkalden-Meiningen) und im Norden Bayerns (Unterfranken, Landkreis Rhön-Grabfeld) bezeichnet. Seine Kernlandschaft zieht sich in Buntsandsteinrücken links der Streu von nordöstlich Fladungens bis nordöstlich Ostheims, um sich östlich des Mündungslaufes der Sulz durch einen Muschelkalk-Höhenzug nach Osten bis zum Durchbruch der Bibra bei Bibra fortzusetzen. Höchste Erhebungen sind im (Nord-)Westteil die 535 m ü. NHN hohe Königsburg, im Ostteil die 538 m hohe Hohe Schule.
Die etwa 120 km² (davon etwa 99 km² in Bayern) umfassende naturräumliche Einheit bzw. „Landschaft“ Östliches Rhönvorland beinhaltet zusätzlich zu den beiden Höhenzügen noch die sich westlich anschließende Fladunger Mulde bei Sondheim. Nach Norden, südwestlich Meiningens, schließt sich an die Höhenzüge das Sülzebecken zwischen Stedtlingen und Sülzfeld an; diese Landschaft wird durch eine Muschelkalkschwelle mit Burg Henneberg vom sich südöstlich anschließenden Bibraer Sattel südöstlich Meiningens getrennt.
Nach Süden werden die Haupthöhenzüge durch den Mellrichstädter Gäu mit Mellrichstadt im Südosten abgedacht. Alle genannten Landschaften bilden gemeinsam das Östliche Rhönvorland im erweiterten Sinne, das nach Osten bis kurz vor die Gleichberge reicht und nach Süden bis kurz vor die Mündung der Els in die Streu.

## Lage und Grenzen
Das Östliche Rhönvorland im engeren Sinne wird, im Gegenuhrzeigersinn, von den folgenden Rhönbergen und Orten umrahmt:
- Stellberg (662,3 m), Abtsberg (621,7 m) und Wurmberg (Hohes Kreuz, 547,7 m; Südsporn des Abtsbergs) im äußersten Nordwesten
- an der Streu flussabwärts:
  - Fladungen im Nordwesten
  - Nordheim vor der Rhön im Südosten
  - Ostheim vor der Rhön und Stockheim (Gesteinsgrenze) im Süden
  - Schwickershausen im östlichen Süden
- an der Bibra im äußersten Osten flussabwärts:
  - Rentwertshausen
  - Bibra
- Henneberg (Gesteinsgrenze) im Osten
- Südliche Randgebiete der Gemeinde Rhönblick nordwestlich Hennebergs
- Neuberg (638,8 m) und Hutsberg (639,3 m) im äußersten Nordosten
- an der Herpf im Norden flussaufwärts
  - Helmershausen
  - Gerthausen
  - Schafhausen

Der Nordwestteil der Landschaft wird zentral von der Sulz durchflossen, deren Mündungslauf entlang der Gesteinsgrenze verläuft; wichtigster Ort am Bachlauf ist Willmars. Der Ostteil wird vom Fallbach, dem rechten Quellbach des zur Streu entwässernden Mahlbachs, von Nord nach Süd in zwei Segmente geteilt. Er entspringt nah dem Weiler Einödhausen, unweit südöstlich Hennebergs Kernort.

### Abweichende Grenzziehungen
Auf Blatt 126 Fulda wird die Nordwestgrenze der Landschaft als nicht linienhaft festlegbare Grenze zwischen Stell- und Abtsberg gelegt, was auch vom Bundesamt für Naturschutz für den Landschaftssteckbrief übernommen wurde. Damit wäre der Abtsberg mit einem Vorsprung von fast 100 Metern gegenüber den höchsten Erhebungen der zentralen Landschaften höchste Erhebung. Allein die Scharte zwischen Stell- und Abtsberg liegt mit gut 560 Metern deutlich höher als alle Gipfel im Inneren der Landschaft. Hinzu kommt, dass Abts- und Wurmberg sich geologisch durch ihre Basaltdecke nebst umgebendem Muschelkalk von den Bergen des nordwestlichen Höhenzuges eklatant unterscheiden und darin klar der Rhön zuzurechnen sind.
Das Thüringer Landesamt für Umwelt, Bergbau und Naturschutz (TLUBN) benutzt in seiner internen Gliederung Die Naturräume Thüringens zwar fast komplett eigene Begriffe, verwendet jedoch ebenfalls den Begriff Vorderrhön. Diese endet nach der Grenzziehung vom TLUBN nördlich des Herpftals, wodurch Neuberg und Hutsberg außerhalb lägen, während der bereits an der Grenze zu Bayern liegende Abtsberg klar innerhalb der Rhön verzeichnet wird. Für Neuberg und Hutsberg gilt in etwa Analoges wie für den Abtsberg. Allerdings sind die beiden Basaltschilder im Vergleich zum Abtsberg kleiner und weniger mächtig. Überdies liegt deren Scharte zur Diesburg (711,8 m) im Nordwesten nur bei gut 440 m Höhe und damit niedriger als jene zu sich westlich anschließenden Bergen des Vorlandes – zum westlich benachbarten Steinkopf (522,6 m) liegt sie auf gut 470 m Höhe.

## Östliches Rhönvorland im erweiterten Sinne

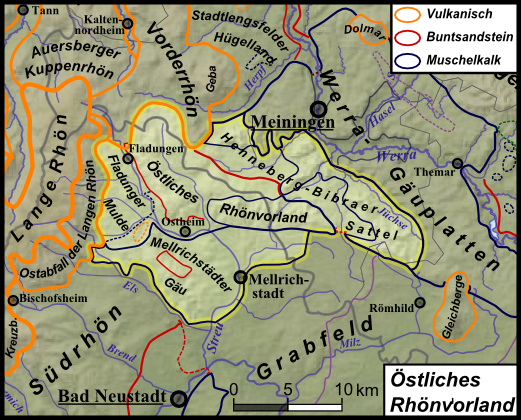
Östliches Rhönvorland

Die in den Blättern Fulda 140 Schweinfurt (1968) und 126 Fulda (1969) der geographischen Landesaufnahme 1 : 200.000 ausgewiesene naturräumliche Einheit Östliches Rhönvorland (Nr. 353.3) umfasst neben den genannten Höhenzügen auch noch die sich westlich anschließende quartäre, flachwellige Fladunger Mulde um Sondheim im Westen, deren Tertiärgesteinen Fließerde aufliegt. Diese Einheit wurde der Haupteinheit Vorder- und Kuppenrhön (mit Landrücken) (353) zugerechnet, was etwas in Widerspruch zur landläufigen Auffassung wie auch den hiesigen Ortsnamen steht, die auffallend oft auf „vor“ und „an“ der Rhön enden.
Ein anderer Aspekt ist der Bezug des Östlichen Rhönvorlands zu den „eigentlichen“ Werra-Gäuplatten. Heinz Späth, Autor von Blatt 141 Coburg, setzte 1987 den auf seinem Blattausschnitt liegenden, äußersten Südosten der Landschaft zwar in der Grenzziehung bis zur Bibra fort, betonte jedoch gleichzeitig,

„Zumindest in dem unser Blatt beruhrenden Teil entspricht das naturgeographische Inventar in jeder Beziehung dem des Bibraer Sattels (1382.01), so daß die Abgrenzung sehr problematisch bleiben muß – sie ist m.E. nicht begründet (vgl. SANDNER 1962).“

Der sein Blatt berührende Teil endet im Nordwesten mit Wolfsberg (505,2 m), Burgberg Henneberg (527 m) und dem Heiligem Berg (530 m) am Kamm des Fritzenbergs (534,2 m), die er als Randberge noch dem Östlichen Rhönvorland zuordnet, während er, anders als die Kartierung von 1954 im Handbuch der naturräumlichen Gliederung Deutschlands, vom sich östlich anschließenden Bibraer Sattel nur die Muschelkalkberge westlich der Bibra zu dieser Einheit stellt, den Rest des Bibraer Sattels jedoch unter diesem Namen zu den Werra-Gäuplatten stellt. Die Kritik von Gerhard Sandner im Handbuch (Späth bezieht sich auf die 4./5. Lieferung 1957, insofern zitiert er eine falsche Jahreszahl) betrifft vor allem die Zuordnung des östlichen Vorlands zur (Kuppen-)Rhön-Einheit. Die Kartierung des Handbuchs von 1960 legt die Ostgrenze der Kuppenrhön-Haupteinheit Sandners Vorschlag entsprechend an die Gesteinsgrenze zum Buntsandstein zum Muschelkalk unmittelbar ab der Hohen Schule, also mitten ins Vorland.
Mindestens bildet der Bibraer Sattel (nach Späths Abgrenzung) mit dem von Späth und Brigitte Schwenzer abgegrenzten Östlichen Rhönvorland eine Einheit, die sich geomorphologisch etwas von den Kern-Gäuplatten unterscheidet und etwas höhere Höhen erreicht.
Auch der sich an die Höhenzüge nach Süden anschließende Mellrichstädter Gäu (1382.00) ist den genannten Landschaften geomorphologisch ähnlich. Sie alle unterscheiden sich von der Kernlandschaft der Werra-Gäuplatten darin, dass der Muschelkalk immer wieder durch Buntsandstein unterbrochen wird und zum Teil nur auf den Bergkuppen Muschelkalk ansteht, während in den Kern-Gäuplatten dieses Gestein lediglich in den Tälern der Großen Flüsse Werra und Hasel unterbrochen wird.
Die Abgrenzung des Naturraums nach Nordosten auf den Blättern Schweinfurt und Coburg führte zu etwas Verwirrung. Brigitte Schwenzer hatte den Mellrichstädter Gäu 1968 als einen eher submontanen Naturraum im Muschelkalk beschrieben, wie es der Landschaft um den 522 m hohen Heidelberg entspricht.  Sie legte dessen Ostgrenze zwar prinzipiell westlich der Streu, ließ aber im Nordosten ihres Blattausschnitts einen sehr flachwelligen Streifen des Gäus östlich von Stockheim ins östliche Nachbarblatt auslaufen. Nach Norden grenzt er bei ihr ans Östliche Rhön-Vorland in Abgrenzung wie auf der Karte von 1954, das sie demgegenüber als Buntsandsteinlandschaft bezeichnet, obwohl an der auf ihrem Blatt noch verzeichneten, namentlich erwähnten höchsten Erhebung, der Hohen Schule (538 m), bereits Muschelkalk ansteht.
Heinz Späth führte im Jahr 1987 auf dem östlichen Nachbarblatt diese Grenze sogar um Wolfmannshausen herum fort, nordöstlich dessen sie auf den Bibraer Sattel traf. Gleichzeitig schrieb er für seinen Blattausschnitt im ersten Satz:

„Durch die tiefere Lage und Lößbedeckung gehört er eigentlich noch zum Grabfeld.“

Es steht anzunehmen, dass Schwenzer einen Streifen südlich des Rhönvorlands im engeren Sinne lassen wollte, damit die Gäuplatten, zu denen der Mellrichstädter einsortiert war, einfach zusammenhängend blieben. Späth hat diese Grenze fortgeführt, obwohl er selbst auf den Widerspruch gestoßen war.
Die Landschaft zwischen Mellrichstadt und Wolfmannshausen ist nicht nur geomorphologisch eine Grabfeld-Landschaft, sondern auch geologisch weitgehend. Zwar steht auf der Mühldorfer Höhe (358 m) nordöstlich der Stadt noch Muschelkalk an, doch liegt bereits der Gipfel am Westrand einer großen Lößinsel. Die Berkacher Höhe (384 m), in die sie nach Osten übergeht, ist bereits eine Keuperanhöhe mit Lößauflage. Folgerichtig ist der Nordostteil der auf den Naturraumkarten der Blätter Schweinfurt und Coburg als 1382.00 Mellrichstädter Gäu abgegrenzten Landschaft als Nordteil der Einheit 1381.0 Westliches Grabfeld anzusehen. Gesondert abgrenzen ließe sich höchstens das bei Späth erwähnte, zur Bibra entwässernde Becken. Allerdings ist der von Späth gewählte Name Nordheimer Becken wohl irrtümlich, denn Nordheim liegt am Nordheimer Grund – einem Quellbach des zur Streu entwässernden Mahlbachs.
Alle genannten Landschaften mit Ausnahme der Fladunger Mulde erreichen höchste Höhen um 530 m Höhe, wodurch sie von der benachbarten Rhön deutlich überragt werden, jedoch ihrerseits die Kern-Gäuplatten knapp und das sich südöstlich anschließende Grabfeld deutlich überragen. Von den Rhönabdachungen weiter nördlich (Stadtlengsfelder Hügelland (359.0), rechts der Katza nur in Nähe zum 750,7 m hohen Gebaberg knapp 500 m erreichend) und weiter südwestlich (Südrhön, links der Brend bis 468 m) unterscheiden sie sich insbesondere in ihrem Hauptgestein, welches auch ihre Geomorphologie prägt. Sülzebecken, Bibraer Sattel und vor allem Fladunger Mulde und Mellrichstädter Gäu tragen fruchtbare Böden und sind, anders als das Kernvorland, Südröhn oder Stadtlengsfelder Hügelland, nur in Anteilen bewaldet. Die Berge sind vergleichsweise eigenständig und die höchsten Höhen werden nicht ausschließlich in Rhönnähe erreicht.

## Teillandschaften
Das Östliche Rhönvorland im weiteren Sinne teilt sich auf in einen zweiteiligen Höhenzug nah der Rhein-Weser-Wasserscheide, ein Randbecken zur Rhön an der Sülze im Norden, eine Randmulde im Einzugsgebiet der Streu im Südwesten sowie einen Höhenzug in deren Einzugsgebiet.
Alle geologischen Aussagen sind mit amtlichen geologischen Karten(diensten) belegt, speziellere regionale geologische Eigennamen mit „Regionalgeologie Ost“.

### Kern-Höhenzug um den Willmarser Sattel
Die nordwestlichsten Rücken, die sich unmittelbar südöstlich an den Abtsberg (622 m) und seinen Südriedel Wurmberg anschließen, stehen im Buntsandstein rund um Willmars, den Namensgeber des Willmarser Sattels. Der westlichste dieser Rücken ist der der Königsburg (533 m) nebst Ostgipfel Höhnberg (500 m; Scharte auf 483 m) und Nordwestgipfel Heufurter Kopf (516 m; Scharte auf 473 m). Die nördlichsten Rücken des Naturraums sind der Steinfirst (bis 509 m; Scharte auf 483 m) nördlich des Heufurter Kopfes, dem sich nach Nordwesten schon die Hänge des Abtsbergs mit der aufgesetzten Kleinst-Basaltkuppe Steinkopf (514 m) anschließen, sowie der Steinkopf (522,6 m; Scharte zum Neuberg auf 476 m) nordöstlich davon, dem nordöstlich der Hutsberg und südöstlich der Neuberg, beides 639 m hohe, typische Rhön-Kuppen, gegenüberstehen. An die unspektakuläre Buntsandstein-Südabdachung des Neubergs schließt sich, jenseits einer Scharte auf 393 m im Lehenfeld, Nähe Quelllauf der Sülze, nach Südosten der Lappberg (478 m) an, welcher die Buntsandsteinreihe abschließt.
Südöstlich schließt der Lappberg mit einer Scharte auf 438 m ab, die in der Nähe der Gesteinsgrenze liegt. Auf der sich jenseits anschließende Hohe Schule (538 m) nebst ihren westsüdwestlichen Vorhöhen Kohlberg (514 m) und Turmberg (467 m; Stockheimer Warte) steht bereits Muschelkalk an – wie auch weiter südwestlich, jenseits des Tals der Sulz, auf dem Schloßberg (482 m) mit der Lichtenburg, der an einer Scharte auf 428 m von Südosten ans Königsburgmassiv andockt. Durch das Tal des nach Süden, über Eußenhausen, zum Mahlbach abfließenden Ellenbach mit der gleichnamigen Kirchenruine sowie, weiter nördlich, eine Scharte auf 416 m von der Hohen Schule getrennt, liegt ein Massiv, das in der Draufsicht von oben in etwa die Form eines nach Südsüdwesten offenen, also leicht im Uhrzeigersinn geneigten „m“ hat. Den westlichsten Rücken bildet der Ellenbacher Berg (508 m), im Norden des mittleren Rückens steht der Jungberg (511,0 m) mit Aussichtsturm. Lediglich der östlichste Rücken, der Wolfsberg (505,2 m) ist durch eine nennenswerte Scharte (auf 434 m) vom Restmassiv abgetrennt.
Der Kern-Höhenzug des Östlichen Rhönvorlands nimmt, ohne das Streutal zwischen Nordrhein und Stockheim und einschließlich des Henneberger Riegels, etwa 87 km² ein, von denen 66 in Bayern und 21 in Thüringen liegen.

### Bibraer Sattel
Nach Norden wird der Kamm des Wolfsbergs jenseits einer Scharte auf 442 m durch den Burgberg Henneberg unmittelbar östlich von Henneberg und jenseits auf einer weiteren auf 443 m durch den Kamm des Fritzenberg (434,2 m) nordwestlich von Bauerbach fortgesetzt („Henneberger Riegel“). Diese Kammfolge rahmt den Bibraer Sattel von Westen bis Nordwesten und unmittelbarer das Bauerbacher Bauerbachtal. Unterhalb bzw. nordöstlich Bauerbachs durchbricht der Bauerbach den Muschelkalk und schneidet den Zehnerberg (465,1 m) vom Fritzenberg ab. Das Sülzebecken (s. u.) rahmt der Riegel von Südosten.
Im Zentrum des geologischen Sattels liegt der namensgebende Ort Bibra, wo die Bibra den Buntsandstein von Süden kommend durchbricht (Bibraer Bibratal). Die Jüchsener Jüchsesenke nördlich des Sattels, in der Bauerbach und Bibra der Jüchse zufließen, ist bereits Teil der Haupt-Werratalung der eigentlichen Werra-Gäuplatten. Wölfershausen hat an der Bibra nördlich Bibras bereits Anschluss an dieses Tal, in dem nordwestlich Jüchsens auch Neubrunn liegt.
Der Südwestflügel des Bibraer Sattels bildet der Doppel-Höhenzug von Hausberg (Katzenlöcher: 515,8 m) im Nordwesten und Ransberg (514,0 m) im Südosten, die durch eine gratartige Scharte auf 459 m miteinander verbunden sind. Südlich des Hauptgipfels lässt das Ransberg-Massiv bereits eine leichte Kammstruktur erkennen; dieser Kamm geht zunächst in Richtung Osten (Rehberg: 491,8 m), dann Nordosten (Marschhausener Berg: 497,7 m), wandert dann aber bogenförmig in Richtung Südosten (Arnsberg: 460,7 m). Dieser Kamm wird im Ostflügel des Sattels, jenseits des Durchbruchs der Bibra durch den Muschelkalk zwischen Rentwertshausen im Süden und Bibra, sehr deutlich und geradlinig fortgesetzt: Buchberg (429,6 m), Queienberg (507,9 m), Großkopf (535,9 m) mit nach Südosten nur sehr allmählich abflachendem Kamm und schließlich, als Randpflock, dem Eisenhügel (438,1 m).
Vom Großkopf aus verläuft bogenförmig ein gratartiger Nebenkamm nach Nordnordwesten, der länger über 500 m bleibt, dann langsam auf 468 m abfällt, um am Schlotberg wieder rasch 488,5 m zu erreichen. Nordwestlich des Gipfels flacht die Landschaft im Buntsandstein allmählich auf 424 m ab (Straße Queienfeld–Jüchsen), um dann zum Massiv des Dietrichsbergs wieder deutlich anzusteigen. Der Kamm des Dietrichsbergs hat einen windungsreichen Verlauf vom Honigberg (525,1 m; Nordwest bis Nord) über eine Scharte auf 492 m zum eigentlichen Dietrichsberg (436,4 m; West, Südwest, Nordwest) über eine Scharte auf 473 m zum Ahlberg (494,6 m; Nordnordost).
Nordöstlich des Großkopfes werden, jenseits einer Scharte auf 460 m, 492,6 m erreicht; von diesem Gipfel aus geht ein vergleichsweise ebener Rücken nach Norden zum Küsselberg (491,2 m) und ein weiterer, allmählich abflachender nach Ostnordosten. Dieser Riedel endet vor Exdorf, und die Straße von dort nach Haina über die Hauptscharte zum St. Bernharder Plateau auf 377 m schließt den Bibraer Sattel nach Osten ab.
Der Bibraer Sattel nimmt, ohne Jüchsesenke, eine Fläche von etwa 61 km² ein, die ganz in Thüringen liegt.

### Sülzebecken
Das Sülzebecken oder Sülzfelder Becken an der Sülze ist eine Pufferlandschaft zwischen der Rhön, den (eigentlichen) Werra-Gäuplatten und dem Östlichen Rhönvorland. Sülzfeld liegt im Nordosten, Haselbach nördlich des Zentrums, Stedtlingen im Nordwesten und Hermannsfeld im Süden. Im äußersten Südosten liegt, etwas durch Anhöhen getrennt, an der Rhein-Weser-Wasserscheide Henneberg. Geologisch setzt das Sülzebecken als Teil des Willmarser Sattels die geologische Sattelstruktur des Bibraer Sattels (s. o.) nach Nordwesten fort, geomorphologisch handelt es sich aber um eine reine Beckenlandschaft.
Das Becken wird von den folgenden Bergen und Höhenzügen gerahmt:
- die Ost- und Südabdachung des Neubergs (638,8 m) im Nordwesten
- das Massiv der Leite (bis 540,3 m) im westlichen Norden
- das Dreißigackerer Plateau um Dreißigacker (bis 523,1 m) im Norden
- den Stillberg (493,3 m) im Nordosten
- den Fritzenberg (534,2 m) im Osten
- den Burgberg Henneberg (527 m) im Südosten
- Wolfsberg (505,2 m) und Jungberg (511,0 m) im östlichen Süden
- die Nord- und Nordwestabdachung der Hohe Schule (538 m) im westlichen Süden
- den Lappberg (478 m) im Südwesten

Das Becken ist fast komplett gerodet; östlich von Hermannsfeld liegt das einzige kleine, etwa 80 ha große Waldgebiet im Bereich des Anstiegs, der das Oberbecken bei Henneberg abtrennt.
Das Becken nimmt eine Fläche von etwa 21 km² ein, die, abgesehen von einer Randbucht des Ellenbachs (etwa 0,6 km²) komplett in Thüringen liegt.

### Mellrichstädter Gäu
Mit Mellrichstädter Gäu wird die Südostabdachung des Ostabfalls der Langen Rhön bezeichnet, die nach Nordosten, Osten und Südosten von der Streu von Nordheim über Mellrichstadt bis Unsleben gerahmt wird, nach Südwesten ab dort flussaufwärts von der Els über Bastheim bis Oberelsbach.
Im Gebiet steht überwiegend Muschelkalk an, der nur durch kleine Inseln von Löß und anderen jüngeren Gesteinen unterbrochen wird. Allerdings macht hiervon der Heidelberg, die mit 522 m über NHN mit Abstand höchste Erhebung, eine Ausnahme. Seine höchsten Höhen erreicht er auf einem aus dem Muschelkalk herausgehobenen, von Südost nach Nordwest verlaufenden Buntsandstein-Kamm. Südwestlich parallel zu diesem Kamm verläuft einer aus Muschelkalk, der unmittelbar südöstlich des Hauptgipfels, am Windberg, nur 475 m erreicht, jedoch im Nordwesten, am Funkenberg, mit 476 m annähernd die Höhe des Hauptkamms (dort: 477 m) erreicht. Im äußersten Norden des Heidelberg-Massivs steht auf einer 443 m hohen Anhöhe, die nach Nordosten in einen Tafelberg übergeht, die Ostheimer Warte.
Alle anderen Erhebungen bleiben deutlich unter der Höhe des Heidelbergs. Der den Norden einnehmende Kaffenberg erreicht in nächster Nähe zum Heidelberg bzw. zur Warte noch 461 m, flacht aber nach Norden, in Richtung Nordheim, deutlich ab (Dachsberg: 439 m; Sommerberg: 399 m). Im Nordosten, südöstlich von Ostheim und südwestlich von Stockheim, wird auf einem tafelbergartigen Plateau im Gewann Büchig 392 m erreicht. Im Süden erreicht der Rote Berg in südöstlicher Verlängerung des Heidelberg-Kamms nordwestlich von Oberstreu (und nordöstlich von Bastheim) 420 m, südwestlich schließt sich der Rehberg an, an dessen Hauptgipfel (399 m) Buntsandstein ansteht, der jedoch, wie beim Heidelberg, von Muschelkalk.gerahmt wird.
Nach Westen leitet der weitgehend gerodete Hundsrücken (bis 463 m) vom Nordwestende des Heidelbergmassivs zum vulkanischen Heppberg (546 m) im Ostabfall der Langen Rhön über. Seine Scharte zum Heidelberg liegt an der Straße Sondheim–Bastheim unter 410 m, die zum Heppberg auf 433 m nordöstlich Oberelsbachs. Nach Süden schließt sich ihm der Hart (Forstname; 460 m) an. Letzterer steht im Buntsandstein und gehörte insofern bereits, wie auch das Elstal, zur Südrhön. Gleichwohl ist er auf Blatt Schweinfurt der hiesigen Landschaft zugerechnet worden – wobei der Übergang in den Hundsrücken nur mäßig eingetieft ist (418 m), jedoch mit einem Wegfallen der Bewaldung einhergeht.
Im Norden wird der Hundsrücken vom Süsselbach flankiert, der nordöstlich des Rückens seine Richtung von Ost nach Nordnordost ändert und fortan das Kaffenbergmassiv von Nordwesten rahmt. Sein Tal schneidet einen etwa 5 km² großen Nordwestteil der Landschaft mit Urspringen und Sondheim ab, der geomorphologisch der Fladunger Mulde (s. u.) sehr ähnlich ist und zu ihr überleitet. Auf den Hügeln Galgenberg (422 m) östlich Urspringes und Osterberg (416 m) unmittelbar nordöstlich Sondheims, der nordwestlichsten Erhebung überhaupt, steht zwar, wie auch im Rest-Gäu fast überall, Muschelkalk an, sie sind indes komplett gerodet und sehr flachwellig. Der Nordostteil des Süsselbachtals wird nach Westen von Gesteinen der Keuper gesäumt, denen größere Lößlehm-Inseln aufsitzen. Der Süsselbach floss früher direkt zur Streu, mündet aber heute, kurz vor deren Mündung, in die Bahra, deren Einzugsgebiet ansonsten fast komplett in der Fladunger Mulde liegt.
Der Mellrichstädter Gäu nimmt, inklusive des Streutals zwischen Nordrhein und Stockheim und des Übergangsbereiches zur Fladunger Mulde, aber ohne Hart, eine Fläche von etwa 73 km², ganz in Bayern, ein.

### Fladunger Mulde
Die Fladunger Mulde schmiegt sich, als nach Westen hin deutlich, nach Süden hin gemäßigt schiefe (abfallende) Ebene, westlich an das Tal der Streu von Fladungen über Heufurt bis Nordheim. bis zu den Hängen des Ostabfalls der Langen Rhön und wird nach Süden in etwa durch die Straße von Nordheim über Sondheim und Urspringen nach Oberelsbach begrenzt.
Im nördlichen Zentrum der Landschaft liegt der Westen Fladungens nebst Oberfladungen, im südlichen Stetten. Am Westrand liegen, von Nord nach Süd, Leubach, Rüdenschwinden, Hausen und Roth.
Charakteristisch für die Mulde sind pleistozäne Lehme und Sande, die die Böden fruchtbar machen und zu einer Rodung geführt haben. Inselartig finden sich aber auch Gesteine der Trias: Am Kapellenberg (484 m) südwestlich Fladungens steht Muschelkalk an, am namenlosen Hügel (435 m) nordöstlich von Stetten Buntsandstein. Entwässert wird nach Osten bis Südosten vor allem über die Streu-Zuflüsse (von Nord nach Süd) Leubach, Eisgraben und Bahra. Der sich südlich der Bahra anschließende, etwa 5 km² große Nordwestteil des Mellrichstädter Gäus, der vom letzten Bahra-Zufliss Süsselbach gerahmt wird, ist ein Übergangsgebiet zwischen beiden Landschaften, das geomorphologisch und hydrologisch eher der Fladunger Mulde entspricht, allerdings in den Höhen keine quartären Gesteine aufweist.
Die Mulde nimmt, ohne das Übergangsgebiet zum Mellrichstädter Gäu, eine Fläche von etwa 33 km² ein, die ganz in Bayern liegt. Sie gehört zum Östlichen Rhönvorland im engeren Sinne, wie es auf Blatt Schweinfurt abgegrenzt ist.

## Berge
Folgende Berge oder Gipfel des Östlichen Rhönvorlands sind erwähnenswert (in Klammern Höhen über NHN, Dominanz und Prominenz; Scharten, von Einzelfällen abgesehen, aus Höhenlinien und damit nur auf einige Meter genau):
- Hohe Schule (538 m; 6,0 km zur Leite, Werra-Gäuplatten, im N; 145 m); nordnordwestlich von Eußenhausen; Scharte im Neuberg auf 393 m im Lehenfeld, Nähe Quelllauf der Sülze
- Dietrichsberg (536,4 m; 11,5 km zur Hohen Schule; 169 m); südlich von Neubrunn; Scharte zum Kleinen Gleichberg auf 377 m an der Straße Exdorf–Haina – östlicher Bibraer Sattel (Nordostteil)
- Großkopf (535,9 m; 4,8 km zum Dietrichsberg; 112 m); nördlich von Westenfeld; Scharte zum Dietrichsberg auf 424 m – östlicher Bibraer Sattel (Kamm im Südwesten)
- Fritzenberg (534,2 m; 5,6 km zur Hohen Schule; 118 m); nordwestlich von Bauerbach; Scharte zur Hohen Schule auf 416 m – Fritzenberg-Kamm
- Königsburg (533 m; 6,1 km zum Lindberg im WNW, Ostabfall der Langen Rhön; 60 m); östlich von Nordheim
- Heiliger Berg (530,0 m; 1,1 km zum Fritzenberg; 48 m); nordöstlich von Henneberg; Scharte zum Fritzenberg auf 482 m – Fritzenberg-Kamm
- Burgberg Henneberg (527 m; 0,6 km zum Heiligen Berg; 84 m); unmittelbar östlich von Henneberg; Scharte zum Heiligen Berg auf 443 m
- Heidelberg (522 m; 6,4 km zur Königsburg; 112 m), südlich von Ostheim vor der Rhön mit Sendeanlage; Scharte zum Heppberg, Ostabfall der Langen Rhön, auf 410 m in der Kurve der Straße Sondheim–Unterwaldbehrungen – Mellrichstädter Gäu
- Hausberg (Katzenlöcher: 515,8 m; 2,3 km zum Fritzenberg-Kamm; 96 m); südlich von Bauerbach; Scharte zu Burg Henneberg auf 420 m – westlicher Bibraer Sattel (Westteil)
- Ransberg (514,0 m; 1,0 km; 55 m); westlich von Bibra; Scharte zu Hausberg auf 459 m – westlicher Bibraer Sattel (Ostteil)

## Geologie

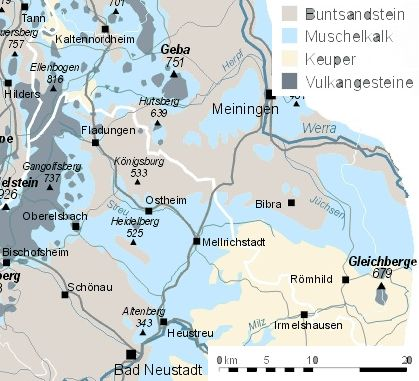
Auf der hiesigen Karte sind, anders als auf der Naturraumkarte, die vor allem Höhenzüge in den Focus der Differenzierung stellt, nur Landschaften als Muschelkalk eingezeichnet, wo dieser größer zusammenhängende Flächen einnimmt. Aufliegende Quartärgesteine sind ausgespart.

Der mittlere Buntsandstein des Nordwestteils des Östlichen Rhönvorland im engeren Sinne entspricht der geologischen Struktur des Willmarser Sattels, der vom geologisch analog aufgebauten (geologischen) Bibraer Sattel durch die geologische (!) Muldenstruktur des Henneberger Riegels getrennt wird. Geomorphologisch manifestiert sich also der eine Sattel als Höhenzug, der andere als Beckenlandschaft. De facto sind Sülzfelder und Bibraer Becken typische Ausraumsenken.
Der mittlere Buntsandstein des Willmarser Sattels zieht sich von der Streu zwischen Fladungen und Nordheim in sich verjüngender Form über das Tal der Sulz mit Wollmars und weiter über Hermannsfeld bis vor Sülzfeld, der des Bibraer Sattels reicht von Bibra als Zentrum ausgehend, nach Norden nur bis Wölfershausen und nach Südosten ähnlich weit. Inselartig steht auch bei Bauerbach und südöstlich davon mittlerer Buntsandstein an, ansonsten sind die Niederungen von oberem Buntsandstein geprägt. Dieser geht von Norden aus zum östlichen Kern-Höhenzug allmählich in unteren Muschelkalk über, wobei die nach Norden weisenden Täler im oberen Buntsandstein bleiben. An der Südflanke des Höhenzuges fällt die Landschaft schließlich, nach einem schmalen Bereich des mittleren Muschelkalks, in einer schroffen Schichtstufe zum oberen Muschelkalk ab, der im Osten, bei Schwickershausen und östlich davon, bald in Keupergesteine übergeht. Diese Schichtstufe entlang der nach Haina und zum Kleinen Gleichberg verlaufenden Hainaer Störung bleibt auch rechts des Durchbruches der Bibra erhalten und formt unmittelbar östlich davon gratartige Rücken.
Charakteristisch für die Höhenzüge des Bibraer Sattels ist, dass der untere Muschelkalk nur in den Hochlagen inselartig ansteht und der mittlere gar nicht erreicht wird. Dieses unterscheidet sie von den eigentlichen Werra-Gäuplatten, die geologisch und orographisch große zusammenhängende Plateaus bilden, die in der Regel sogar die Stufe des oberen Muschelkalks erreichen (Ausnahme: das Plateau von Dreißigacker). Der Stillberg im Norden, westlich Untermaßfelds und unmittelbar am Tal der Werra, stellt insofern bereits ein Übergangsstadium dar. Sein Gipfel hat bereits Plateaucharakter und erreicht auch den mittleren Muschelkalk.
Im Mellrichstädter Gäu steht vor allem unterer Muschelkalk an, der aber immer wieder in mittleren und unteren übergeht und aus dem, fast ohne oberem Buntsandstein als Zwischenstufe, der Kamm des Heidelbergs im mittleren Buntsandstein herausragt.
In der Fladunger Mulde stehen Gesteine der Trias nur inselartig unmittelbar an und sind größtenteils von Fließerden überlagert. Nordöstlich Stettens findet sich eine Insel des mittleren Buntsandsteins, westlich Fladungens eine solche des unteren Muschelkalks. Ansonsten finden sich quartäre Gesteine am Tal der Streu, an den Mündungsläufen von Jüchse und Sülze und inselartig. Größere Lößgebiete finden sich vor allem an der fließenden Ostgrenze des Mellrichstädter Gäus zum eigentlichen Grabfeld. Auch die Vorkommen bei Exdorf und, in nochmals geringerem Umfange, bei Jüchsen sind erwähnenswert.

## Flüsse
Dicht an der Nordostflanke des Kern-Höhenzugs verläuft die Rhein-Weser-Wasserscheide. Die Landschaften südöstlich derselben entwässern fast vollständig zur Streu, der Südwesten des Mellrichstädter Gäu zu kleineren Teilen auch zur Els. Demgegenüber entwässern das Sülzebecken über die Sülze und der Bibraer Sattel über die Jüchse zur Werra.